# Brooklyn Bounce
Brooklyn Bounce je jeden z několika pseudonymů používaný německými house producenty Matthiasem Mencken (Double M) a Dennisem Bohnem (Bonebreaker). Vystupují ale i pod jinými jmény, jako například Mental Madness Productions nebo Beatbox feat. Rael. Brooklyn Bounce (BB) také vytvořili remixy písní od skupin jako je Scooter nebo Vengaboys. Všechny písně jsou v angličtině, Mental Madness Productions působí od roku 1996.

## Diskografie

### Singly
- 1996 – The Theme (Of Progressive Attack)
- 1997 – Get Ready To Bounce
- 1997 – Take a Ride
- 1997 – The Real Bass
- 1998 – The Music’s Got Me
- 1998 – Contact
- 1998 – Listen To The Bells
- 1999 – Canda! (The Darkside Returns)
- 1999 – Funk U
- 2000 – Bass, Beats And Melody
- 2000 – Born To Bounce (Music Is My Destiny) s Christoph Brüx,[2] Hamburk
- 2001 – Club bizarre
- 2002 – Loud & Proud
- 2002 – Bring it back
- 2003 – X2X (We Want More!)
- 2004 – Crazy
- 2005 – Sex, Bass & Rock’n’Roll
- 2007 – The Theme (Of Progressive Attack) Recall’08
- 2008 – Get Ready To Bounce Recall’08
- 2009 – Louder & Prouder
- 2010 – Crazy 2010
- 2010 – Bass, Beats & Melody Reloaded
- 2010 – Club Bizarre 2010
- 2010 – MegaBounce

### alba
- 1996 – The Beginning
- 1997 – The Second Attack
- 1998 – Re-mixed collection
- 2001 – Restart
- 2002 – BB Nation
- 2004 – X-pect the un-X-pected
- 2006 – Sex, Clubs & Rock’n’Roll: Best of Brooklyn Bounce